# Брод-Топ Тауншип (округ Бедфорд, Пенсільванія)
Брод-Топ Тауншип (англ. Broad Top Township) — селище (англ. township) в США, в окрузі Бедфорд штату Пенсільванія. Населення — 1687 осіб (2010).

## Демографія
Згідно з переписом 2010 року, у селищі мешкало 1687 осіб у 687 домогосподарствах у складі 484 родин. Було 890 помешкань
Расовий склад населення:
| - 98,6 % — білих - 0,2 % — чорних або афроамериканців - 0,1 % — корінних американців - 0,1 % — азіатів |

До двох чи більше рас належало 1,1 %. Частка іспаномовних становила 0,5 % від усіх жителів.
За віковим діапазоном населення розподілялося таким чином: 20,9 % — особи молодші 18 років, 62,1 % — особи у віці 18—64 років, 17,0 % — особи у віці 65 років та старші. Медіана віку мешканця становила 43,6 року. На 100 осіб жіночої статі у селищі припадало 102,5 чоловіків;  на 100 жінок у віці від 18 років та старших — 102,6 чоловіків також старших 18 років.
Середній дохід на одне домашнє господарство  становив 45 097 доларів США (медіана — 34 274), а середній дохід на одну сім'ю — 52 430 доларів (медіана — 44 583). Медіана доходів становила 43 229 доларів для чоловіків та 24 313 долари для жінок. За межею бідності перебувало 14,8 % осіб, у тому числі 28,6 % дітей у віці до 18 років та 5,5 % осіб у віці 65 років та старших.
Цивільне працевлаштоване населення становило 621 особа. Основні галузі зайнятості: освіта, охорона здоров'я та соціальна допомога — 19,6 %, виробництво — 15,0 %, будівництво — 14,0 %.